# Bertram Blank
Bertram Blank est un physicien spécialisé dans l'étude de la structure nucléaire des noyaux loin de la stabilité. Il est directeur de recherche au Centre d'études nucléaires Bordeaux Gradignan (CENBG).
Il a effectué sa thèse au GSI – à côté de Darmstadt, en Allemagne – qu'il obtient en 1991. Il effectue ensuite un post-doctorat à Bordeaux et est recruté un an plus tard au CNRS.
Son activité de recherche se concentre sur la structure nucléaire des noyaux loin de la vallée de stabilité. En particulier, avec son équipe, il a découvert le noyau doublement magique 48Ni en 1999 (Discovery of Doubly Magic 48Ni). Par la suite, il s'intéresse au 45Fe, noyau dans lequel il mettra en évidence, en 2002 au GANIL, un nouveau type de radioactivité : la radioactivité 2-protons (Two-Proton Radioactivity of 45Fe).

## Récompenses et distinctions
- Médaille d'argent du CNRS (2004)[2]
- Prix Thibaud de l'Académie des sciences, belles-lettres et arts de Lyon (2002)[3]
- Médaille de bronze du CNRS (1996)

## Articles liés
1. ↑  (en) Bertram Blank et al., « Discovery of Doubly Magic 48Ni », Physical Review Letters, vol. 84,‎ février 2000, p. 1116–1119 (DOI 10.1103/PhysRevLett.84.1116)
2. ↑  (en) Jérôme Giovinazzo, Bertram Blank et al., « Two-Proton Radioactivity of 45Fe », Physical Review Letters, vol. 89,‎ août 2002, p. 102501 (DOI 10.1103/PhysRevLett.89.102501)